# Qt Extended
Qt Extended (conocida como Qtopia hasta el 30 de septiembre de 2008) es una plataforma de aplicaciones para dispositivos móviles que utilizan Linux como sistema operativo, que era desarrollada por la empresa Qt Software. Existen dos categorías de Qt Extended, una libre, bajo licencia GPL (Opie), y otra propietaria; así como dos ediciones, una para teléfonos móviles y otra para PDAs.
Qt Software canceló el desarrollo de Qt Extended, pero como era software libre a partir de él la comunidad creó el proyecto Qt Extended Improved , y continuó construyendo.
Características de Qt Extended:
- Sistema gráfico basado en ventanas.
- Manejo de información personal.
- Sincronización con el PC.
- Entorno de desarrollo integrado: Proporciona una API orientada a objetos para crear aplicaciones.
- Multidioma.
- Videojuegos y multimedia.
- Pantalla de escritura manual.
- Aplicaciones para Internet
- Integración de Java
- Soporte Wireless

Qt Extended se instala en numerosos dispositivos móviles de Sharp Corporation de la línea de productos Zaurus, que incluyen los modelos a300, 5000d, motorokr e2 , 5500, 5600, sl6000, c700, c750, c760, c860, c3000, c1000 y c3100. También la empresa Archos lo incluye en el PMA430, un dispositivo multimedia. El teléfono libre OpenMoko también lo incluye.

## Fin de desarrollo
El 3 de marzo de 2009, Qt Software anunció que no se continuaba el desarrollo de Qt Extended como un producto individual, añadiendo algunas capacidades en el framework Qt.
La comunidad Openmoko bifurcó la versión estable final, lanzando el nuevo Qt Extended Improved.